# Camerimage
Міжнародний фестиваль кінооператорського мистецтва Camerimage — польський кінофестиваль, унікальний тим, що основну увагу на ньому приділяють праці кінооператорів. Проводиться щорічно з 1993 року. Головний приз фестивалю — «Золоте жабеня» — присуджують кінооператору, чия праця перемогла у головному конкурсі фестивалю. З 1993 по 1999 рік Camerimage проходив у місті Торунь, з 2000 по 2009 год включно — у місті Лодзь, з 2010 року фестиваль проводиться у місті Бидгощ (Куявсько-Поморське_воєводство). Крім кінопоказів, під час фестивалю відбувається багато інших заходів, у томі числі майстер-класи та семінари видатних кінематографістів, презентації технічних новинок кіноіндустрії, зустрічі з відомими режисерами, операторами й акторами, художні виставки.

## Основні категорії та нагороди
Головний конкурс (конкурс художніх фільмів)
- Золоте жабеня
- Срібне жабеня
- Бронзове жабеня

Конкурс студентських етюдів
- Золотий пуголовок
- Срібний пуголовок
- Бронзовий пуголовок

Конкурс документальних фільмів
- Конкурс короткометражних документальних фільмів — Золоте жабеня
- Конкурс повнометражних документальних фільмів — Золоте жабеня

Конкурс дебютів у ігровому кіно
- Конкурс режисерських дебютів
- Конкурс операторських дебютів

Конкурс музичних відеокліпів
- Найкращий відеокліп
- Найкраща операторська робота у відеокліпі

First Look — конкурс трейлерів до серіалів (проводиться з 2015 року)
Конкурс фільмів 3D
Конкурс польських фільмів
Крім цього, на фестивалі Camerimage присуджують ряд спеціальних нагород — за найкращий дует «режисер-оператор», за внесок у кіномистецтво (для режисерів та для операторів) та інші.
За роки існування фестивалю його лауреатами, гостями та членами журі були такі видатні кінематографісти, як Вітторіо Стораро, Агнєшка Холланд, Павел Едельман, Кріс Менгес, Алан Паркер, Девід Лінч, Том Тиквер, Антон Корбейн, Олівер Стоун, Террі Гілліам, Кіану Рівз, Рейф Файнс та інші.
2016 року у категорії документальних короткометражок змагалася й українська стрічка — фільм Антона Яремчука та Данила Окулова «Яма» про студента київської консерваторії.

## Camerimage та«Оскар»
Починаючи з 2013 року, стрічки-переможці у конкурсі короткометражних документальних фільмів фестивалю Camerimage допускаються до участі у конкурсі Американської кіноакадемії у номінації Премія «Оскар» за найкращий документальний короткометражний фільм. Щоб узгодити вимоги фестивалю Camerimage з конкурсними вимогами Американської кіноакадемії, тривалість фільмів у цій фестивальній категорії було скорочено до 40 хвилин.